# Alexander Peter Stewart
Alexander Peter Stewart, soprannominato Old Straight ("Vecchio galantomo") (Rogersville, 2 ottobre 1821 – Biloxi, 30 agosto 1908), è stato un militare statunitense.
Ufficiale nell'US Army dal 1842 al 1845,  divenne Tenente generale nell'esercito degli Stati Confederati durante la guerra di secessione.

## Biografia
Frequentò West Point conseguendo il grado nel 1842, ma si dimise nel 1845, dopo il suo matrimonio con Harriet Chase, per insegnare Matematica e Filosofia naturale nella Cumberland University a Lebanon (Tennessee).
Quando scoppiò la guerra aiutò a organizzare e addestrare le truppe, prestando poi servizio, col grado di maggiore, quale comandante dell'artiglieria a Belmont (Missouri), di fronte a Columbus.
Promosso presto Brigadier generale nel novembre 1861, comandò una brigata di fanteria nell'Armata del Tennessee comportandosi bene in tutte le battaglie condotte dall'Armata.
Divenne Maggior generale nel giugno 1863 e fu ferito a Ezra Church, nel corso della campagna di Atlanta (Georgia), quando era al comando del III Corpo d'Armata dell'Armata del Tennessee.
L'anno successivo fu promosso Tenente generale (uno dei diciassette a conseguire nelle file della Confederazione questo grado nella guerra di secessione), quando assunse il comando del corpo d'armata del generale/vescovo Leonidas Polk un mese dopo la sua morte. Comandò questo corpo d'armata fino alla fine della guerra e si arrese agli Unionisti insieme alle truppe del generale Joseph E. Johnston a Greensboro (Carolina del Nord), nel maggio 1865.
Dal 1870 al 1874 visse come uomo d'affari a St. Louis, ma tornò alla sua missione di educatore nel 1875, quando fu eletto Rettore dell'Università del Mississippi.
Morì a Biloxi (Mississippi), il 30 agosto del 1908 e fu sepolto a St. Louis.